# Арне Богрен
Арне Богрен (швед. Arne Bogren, непознат —  непознат) бивши је шведски спринт кајакаш, који се такмичио крајем тридесетих година прошлог века. 
Учествовао је на 1. Светском првенству 1938. у Ваксхолму (Шведска). Такмичио се у склопивом кајаку једноседу Ф-1 на Ф-1 на 10.000 метара и освојио златну медаљу. Постао је први и једини светски првак у овој дисциплини, пошто се скопиви кајак повукао за такмичењима на мирним водама.